# Département de la Werra

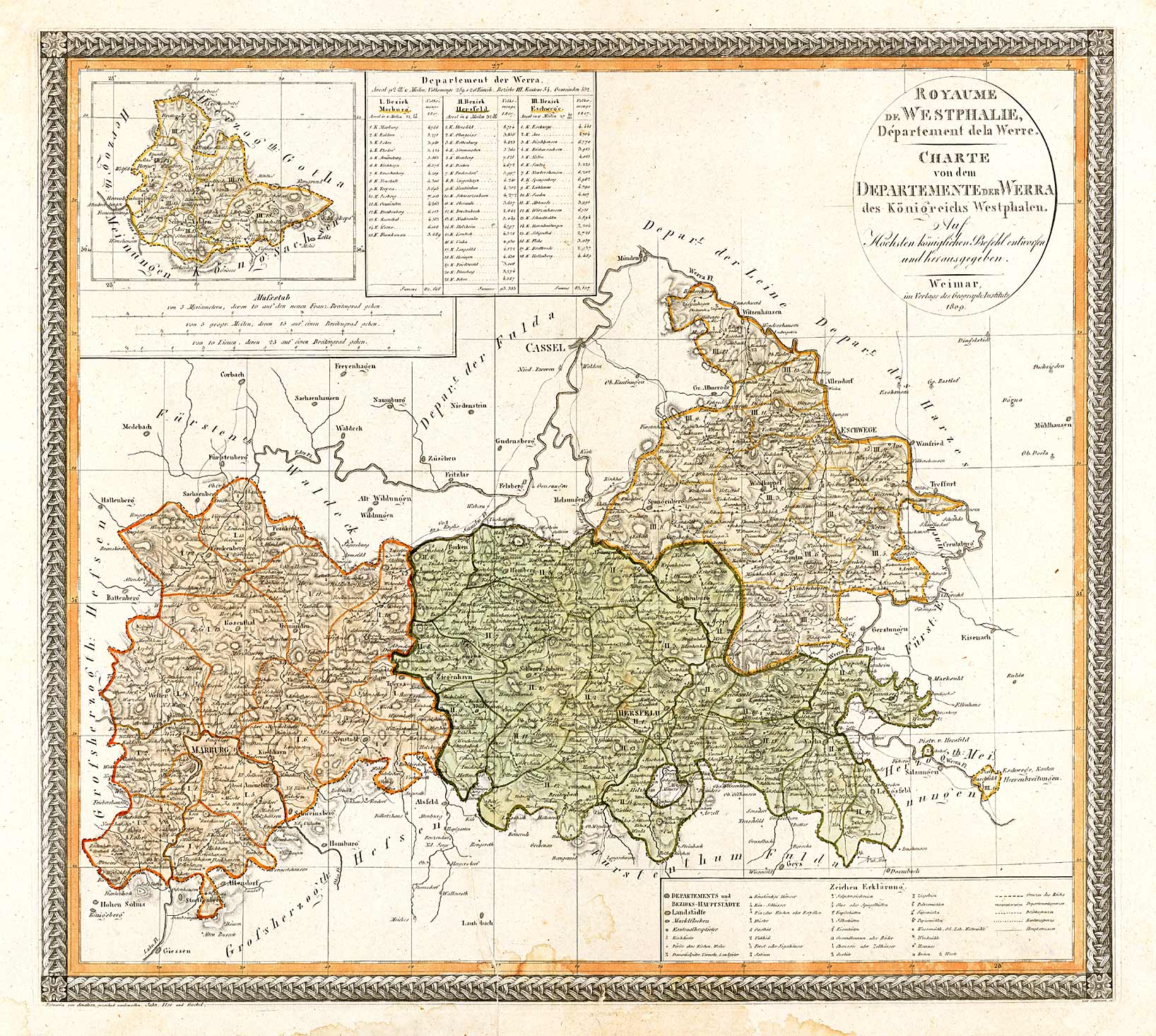
Carte du département de la Werra (1809)

Le département de la Werra (en allemand : Departement der Werra, Werra-Departement ou Werradepartement) était un département du royaume de Westphalie. Son chef-lieu était Marbourg (Marburg). Il devait son nom à la Werra qui, après sa confluence avec la Fulda à Hann. Münden, donne naissance à la Weser.

## Création
Le département est créé par le décret royal du 24 décembre 1807, qui ordonne la division du royaume en huit départements.

## Territoire
Selon le décret précité, le département recouvrait :
- la Haute-Hesse ;
- le comté de Ziegenhain ;
- la principauté de Hersfeld ;
- une grande partie de la Basse-Hesse ;
- la seigneurie de Schmalkalden.

## Population
Selon le décret précité, la population du département était estimée à 254 000 habitants.

## Subdivisions
Selon le décret précité, le département était divisé en trois districts ou arrondissements dont les chefs-lieux étaient Marbourg, Hersfeld et Eschwege.